# Michal Martínek
Michal Martínek (ur. 19 kwietnia 1990 w Pradze) – czeski zawodnik mieszanych sztuk walki (MMA). Były mistrz czesko-słowackiej organizacji Oktagon MMA. Od 2022 związany z polską organizacją KSW, w której zajmuje 5 miejsce w oficjalnym rankingu wagi ciężkiej.

## Kariera MMA

### Dana White’s Contender Series
W lipcu 2019 roku ogłoszono, że dostał szansę walki w programie Dana White’s Contender Series, w którym uczestnicy podczas poszczególnych sezonów na galach DWCS muszą zwyciężyć walkę w dobrym stylu, co gwarantuję podpisanie kontraktu z najlepszą federacją MMA na świecie – UFC. 30 lipca w Las Vegas przegrał pojedynek przez poddanie w pierwszej rundzie, ulegając niepokonanemu Brazyliczykowi, Rodrigo Nascimento, przez którego nie dostał wymarzonego kontraktu.

### ACA
26 listopada 2020, w debiucie dla Absolute Championship Akhmat przegrał przez techniczny nokaut w drugiej rundzie z Amerykaninem, Danielem Jamesem.
Na gali ACA 122: Johnson vs. Poberezhets, która odbyła się 23 kwietnia 2021 w stolicy Białorusi stoczył walkę z bardziej doświadczonym Tomasem Pakutinskasem. Zwyciężył przez niejednogłośną decyzję sędziów.
19 listopada 2021 w tzw. Co-Main Evencie (drugiej walce wieczoru) gali ACA 132: Johnson vs. Vakhaev został znokautowany w ponad 30 sekund od rozpoczęcia pojedynku przez Denisa Smoldariewa.

### KSW
Na początku czerwca 2022 roku polska organizacja Konfrontacja Sztuk Walki za pośrednictwem mediów społecznościowych ogłosiła zakontraktowanie Martinka. W debiucie stoczył walkę z również debiutującym w organizacji Filipem Stawowym. Walka, która odbyła się 18 czerwca 2022 na gali KSW 71 trwała trzy rundy, po których sędziowie jednogłośnie ogłosili zwycięstwo Michała Martinka.
Podczas gali KSW 75, która odbyła się 14 października 2022 roku w Nowym Sączu zmierzył się z Danielem Omielańczukiem. Około dwa tygodnie przed galą, z powodu usunięcia z karty walk starcia o pas mistrzowski wagi półciężkiej pojedynek obu zawodników został drugą walką wieczoru. Po trzech rundach skupionych głównie na bokserskiej szermierce na pięści Omielańczuk wygrał kontrowersyjną niejednogłośną decyzją sędziów. Rozbieżności na kartach punktowych były dość znaczne, sędziowie wskazali zwycięstwo Polaka w stosunku 2 x 29-28, 27-30. Werdykt otwarcie krytykowali właściciele KSW. Organizacja wypłaciła Martinkowi jego pieniądze za występ + specjalny bonus za zwycięstwo. Po złożeniu protestu przez jego sztab KSW oświadczyło, że werdykt został podtrzymany.
W trzecim występnie dla polskiej organizacji zawalczył podczas głównej walki wieczoru gali KSW 87, która odbyła się 14 października 2023 w czeskim Trzyńcu. Jego rywalem był Serb, Darko Stošić. Przegrał przez nokaut już po dwóch minutach rundy pierwszej, podczas której to otrzymał od rywala mocny cios sierpowy.
6 kwietnia 2024 podczas XTB KSW 93: Parnasse vs. Mircea w Paryżu zmierzył się z byłym mistrzem francuskiej organizacji Hexagone MMA, Prince Aounallahem. W drugiej odsłonie rundowej znokautował przeciwnika ciosem prostym wyprowadzonym z lewej ręki. Po walce został nagrodzony przez organizację pierwszym bonusem w kategorii nokaut wieczoru.
Piąty pojedynek dla polskiej organizacji stoczył 19 października 2024 podczas walki wieczoru gali KSW 99, w której zmierzył się ze Słowakiem, Stefanem Vojčákiem. Pierwotnie wydarzenie miało odbyć się w Ostrawie, jednak ze względu na trudną sytuację spowodowaną powodziami na północy Czech odbyło się w mniejszej hali PreZero Arena Gliwice. Martínek w drugiej rundzie został znokautowany ciosami w parterze.
19 lipca 2025 podczas wydarzenia XTB KSW 108 w Olsztynie, skrzyżował rękawice z Matheusem Scheffelem. Pojedynek został przerwany po pierwszej rundzie po tym, jak Scheffel doznał kontuzji ręki, uniemożliwiającej mu kontynuowanie walki. Zwycięstwo zostało przyznane Martínkowi przez techniczny nokaut.

## Osiągnięcia

### Mieszane sztuki walki
- Oktagon MMA
  - 2018-2020: Mistrz Oktagon MMA w wadze ciężkiej[32]
- Konfrontacja Sztuk Walki
  - Bonus za nokaut wieczoru (raz) vs. Prince Aounallah[25]

## Lista zawodowych walk w MMA
| Wynik     | Bilans | Przeciwnik (bilans przed walką)   | Rozstrzygnięcie                      | Runda | Czas | Rozgrywki                                  | Data       | Miejsce    | Uwagi                                                               |
| --------- | ------ | --------------------------------- | ------------------------------------ | ----- | ---- | ------------------------------------------ | ---------- | ---------- | ------------------------------------------------------------------- |
| Wygrana   | 12-6   | Matheus Scheffel (18-12. 1NC)     | TKO (kontuzja ręki)                  | 1     | 5:00 | XTB KSW 108: Soldaev vs. Brichta           | 19.07.2025 | Olsztyn    |                                                                     |
| Przegrana | 11-6   | Stefan Vojčák (8-1)               | TKO (ciosy pięściami w parterze)     | 2     | 2:53 | KSW 99: Vojčák vs. Martínek                | 19.10.2024 | Gliwice    | Main Event                                                          |
| Wygrana   | 11-5   | Prince Aounallah (18-11)          | KO (lewy prosty)                     | 2     | 2:02 | XTB KSW 93: Parnasse vs. Mircea            | 06.04.2024 | Paryż      | Bonus za nokaut wieczoru.                                           |
| Przegrana | 10-5   | Darko Stošić (18-6)               | KO (lewy sierpowy)                   | 1     | 2:04 | KSW 87: Stošić vs. Martínek                | 14.10.2023 | Trzyniec   | Main Event                                                          |
| Przegrana | 10-4   | Daniel Omielańczuk (25-13-1. 1NC) | Decyzja (niejednogłośna)             | 3     | 5:00 | KSW 75: Stasiak vs. Ruchała                | 14.10.2022 | Nowy Sącz  | Co-Main Event                                                       |
| Wygrana   | 10-3   | Filip Stawowy (9-2)               | Decyzja (jednogłośna)                | 3     | 5:00 | KSW 71: Ziółkowski vs. Rajewski            | 18.06.2022 | Toruń      | Debiut w KSW.                                                       |
| Przegrana | 9-3    | Denis Smoldariew (16-8)           | TKO (ciosy pięściami)                | 1     | 0:34 | ACA 132: Johnson vs. Vakhaev               | 19.11.2021 | Mińsk      | Co-Main Event                                                       |
| Wygrana   | 9-2    | Tomas Pakutinskas (19-13-3)       | Decyzja (niejednogłośna)             | 3     | 5:00 | ACA 122: Johnson vs. Poberezhets           | 23.04.2021 | Mińsk      |                                                                     |
| Przegrana | 8-2    | Daniel James (9-5-1)              | TKO (łokcie i ciosy pięściami)       | 2     | 3:32 | ACA 114                                    | 26.11.2020 | Łódź       | Debiut w ACA.                                                       |
| Wygrana   | 8-1    | Viktor Pešta (15-5)               | TKO (kontuzja)                       | 1     | 2:49 | Oktagon 15: Végh vs. Vémola                | 09.11.2019 | Praga      | Obronił pas mistrzowski Oktagon MMA w wadze ciężkiej. Co-Main Event |
| Przegrana | 7-1    | Rodrigo Nascimento (6-0)          | Poddanie (duszenie trójkątne rękoma) | 1     | 3:16 | Dana White’s Contender Series 2019: Week 6 | 30.07.2019 | Las Vegas  | Walka o kontrakt z UFC.                                             |
| Wygrana   | 7-0    | Daniel Dittrich (4-2)             | TKO (ciosy pięściami)                | 3     | 2:23 | Oktagon 7: Martínek vs. Dittrich           | 28.07.2018 | Praga      | Zdobył pas mistrzowski Oktagon MMA w wadze ciężkiej. Main Event     |
| Wygrana   | 6-0    | Kristof Nataška (11-5)            | Decyzja (jednogłośna)                | 3     | 5:00 | Oktagon 5: Kuzník vs. Klein                | 17.03.2018 | Ostrawa    |                                                                     |
| Wygrana   | 5-0    | Benjamin Islami (4-1)             | KO (cios pięścią)                    | 1     | 2:40 | Oktagon 4: Oktagon Výzva II Finále         | 12.11.2017 | Bratysława |                                                                     |
| Wygrana   | 4-0    | Daniel Dittrich (2-1)             | Poddanie (duszenie zza pleców)       | 1     | 3:38 | Oktagon 3: Open Air                        | 29.07.2017 | Praga      |                                                                     |
| Wygrana   | 3-0    | Radoslav Tomašovič (0-0)          | TKO (ciosy pięściami)                | 2     | 2:21 | Oktagon 2: Boráros vs. Čambal              | 07.04.2017 | Bratysława |                                                                     |
| Wygrana   | 2-0    | Dušan Dědek (0-0)                 | TKO (ciosy pięściami)                | 1     | 3:13 | Oktagon 1: Challenge Qualfication Finals   | 10.12.2016 | Praga      | Debiut w Oktagon MMA.                                               |
| Wygrana   | 1-0    | Alexander Uhlíř (1-1)             | TKO (ciosy pięściami)                | 2     | ?    | Victory Fighting Championship League 2     | 24.09.2016 | Ostrawa    |                                                                     |

## Inne informacje
Przez 15 lat grał w hokeja na lodzie.